# Larnaka (distrikt)
Distrikt Larnaka je jeden ze šesti kyperských distriktů. Jeho hlavním městem je Larnaka. Malá část distriktu byl v roce 1974 okupována tureckou armádou a v současnosti je distrikt de facto spravován jako část severokyperského distriktu Nikósie.
V distriktu se nachází Larnacké mezinárodní letiště, které slouží jako hlavní letiště pro celý ostrov.
V roce 2011 v distriktu žilo 143 192 obyvatel a 59% z nich žilo ve městech. 